# Alsózorlenc
Alsózorlenc (Zorlențu Mare), település Romániában, a Bánságban, Krassó-Szörény megyében.

## Fekvése
Karánsebestől nyugatra, a Pogányos bal partján fekvő település.

## Története
Alsózorlenc nevét 1499-ben említette először oklevél "Zorilencz in districtu de
Comyath et sub banatu Zewriniensi" néven.
1503-ban Zorlencz,  1808 Zorlencz (Nagy-), Zorlenczul-mare, 1913-ban Alsózorlenc néven írták.
A 15. században egy Zorlenc létezett, mely a Szörényi bánság Komjáti kerületéhez tartozott.
1658-ban a Török hódoltság alá került.
1855-ig kincstári birtok volt, majd az Osztrák-Magyar Államvasúttársaság tulajdona lett.
1910-ben 3009 lakosa volt, melyből 26 magyar, 88 német, 2803 román, 89 cigány volt. Ebből 105 római katolikus, 560 görögkatolikus, 2326 görögkeleti ortodox volt.
A trianoni békeszerződés előtt Krassó-Szörény vármegye Resiczabányai járásához tartozott.

## Források

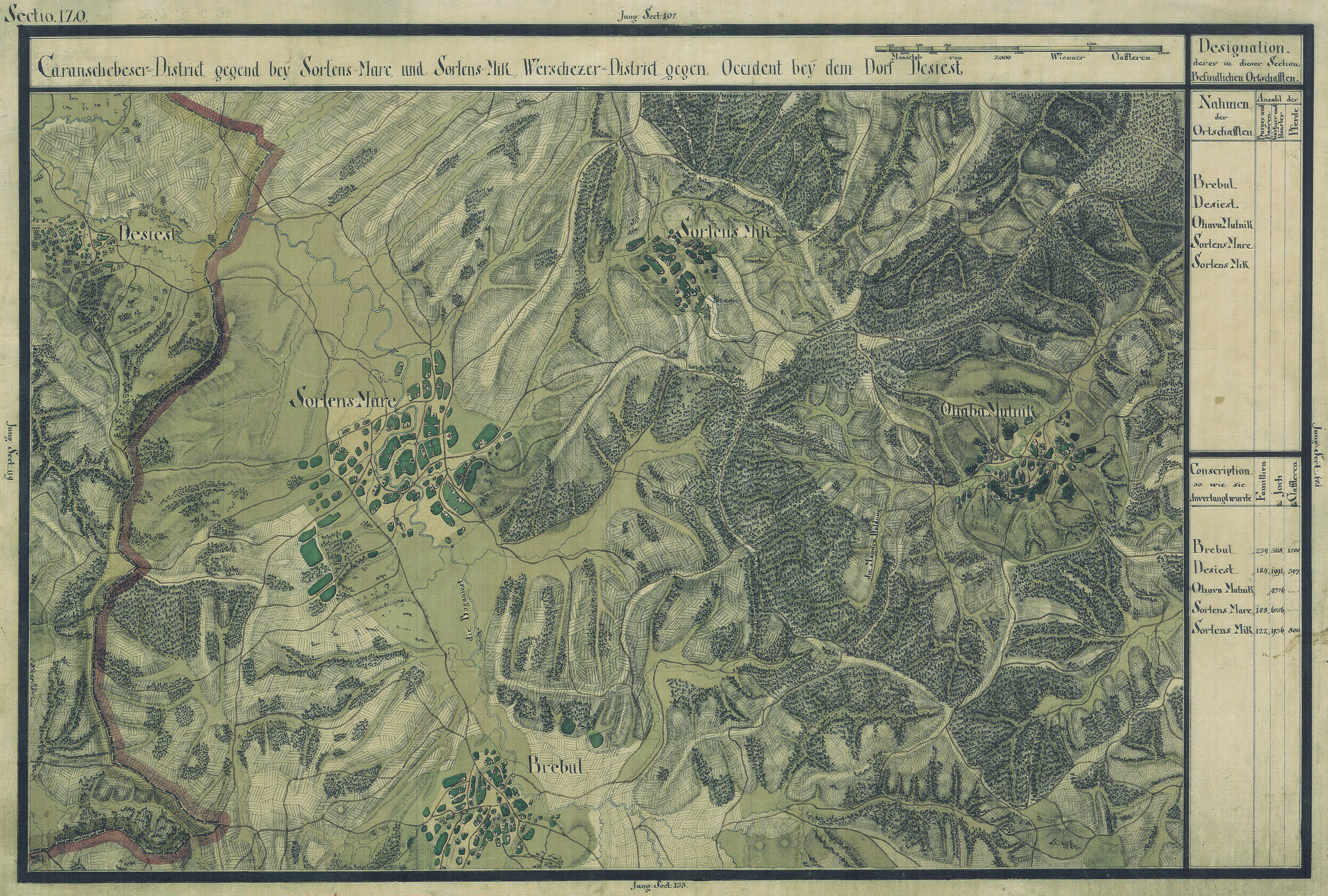
Alsózorlec egy 1700-as évekből való térképen